# Andrzej Górny
Andrzej Teofil Górny (ur. 7 listopada 1933 w Poznaniu, zm. 6 listopada 2021) – polski pisarz, krytyk literacki i teatralny. Członek Polskiej Akademii Filmowej.

## Życiorys
Uczestnik zrywu Poznańskiego Czerwca 1956, ranny w wyniku postrzału, kombatant, członek Związku Powstańców Poznańskiego Czerwca 1956 roku. Zadebiutował w 1962 roku opowiadaniem Ślub, które zostało opublikowane w czasopiśmie „Twórczość”. Jest autorem opowiadań Ślub i inne opowiadania (1966) i Gwiazdo, przyszłaś (1969) oraz reportaży, które pisał dla czasopism „Nurt” i „Współczesność”. W latach 1968–1978 był kierownikiem literackim w Teatrze Lalki i Aktora „Marcinek”. Współautor scenariusza do filmu Poznań 56 w reżyserii Filipa Bajona (1996).
Od 1967 roku należał do PZPR.

## Życie rodzinne
Andrzej Górny był synem Teofila Górnego (1903–1994), powstańca wielkopolskiego, oraz Franciszki Górnej (1908–1992). Ożenił się z Sylwiną Górną, projektantką wnętrz i elementów ich wyposażenia (1940–2016), z którą miał synów: Michała Górnego, członka Szkolnych Kół Oporu Społecznego (1982–1986) i Niezależnego Zrzeszenia Studentów (w latach 1986–1991), Konstantego Górnego, członka Szkolnych Kół Oporu Społecznego (1984–1988), oraz rapera Piotra „Donguralesko” Górnego.

## Wybrane publikacje
- Opowiadanie Ślub – 1962, ekranizacja w Teatrze Telewizji (reż. Adam Hanuszkiewicz) luty, 1964 r.
- Ślub i inne opowiadania – 1966, Czytelnik, Warszawa
- Gwiazdo przyszłaś, Ślub i inne opowiadania – 1976, Wydawnictwo Poznańskie
- W podróży 1981 – Wydawnictwo Poznańskie, ISBN 83-210-0278-1
- Nigdy nie umieram – 1983, Wydawnictwo Poznańskie, ISBN 83-210-0411-3
- W Podróży – 1985, Wydawnictwo Poznańskie, ISBN 83-210-0536-5
- Krew – 1989, Wydawnictwo Pomost Warszawa
- Samobój – 2007, Ludowa Spółdzielnia Wydawnicza, ISBN 978-83-205-4638-5
- Skazany – 2012, Ludowa Spółdzielnia Wydawnicza, ISBN 978-83-205-5517-2